# Команмелна
Команмелна́, Кома́н мелна́ (луговомар. команмелна — трёхслойные блины, слоёные блины; горномар. команмеленӓ, сев.-зап. мар. команмелнӓ) — мучное блюдо марийской национальной кухни.

## Этимология
Продукт представляет собой слоёные блины из разных видов муки. Название происходит от марийских слов «коман» — слоёный и «мелна» — блин.

## Состав
Верхний блин выпекается из 150 г овсяной муки и 250 г сметаны. Средний блин — из 50 г овсяной муки, 100 г сметаны и 150 г простокваши или кефира. Для нижнего блина понадобится 300 г пшеничной муки и 3-4 яйца.

## Сервировка
Перед употреблением запекали на сковороде в печи. Один из непременных ритуальных продуктов во время моления в марийской традиционной религии.